# Зеда Веді
Зеда Веді (груз. ზედა ვედი) — село в Грузії.
За даними перепису населення 2014 року в селі проживає 21 особа.